# Amphillogiai
Dans la mythologie grecque, les Amphillogiai (Grec Ancien: Ἀμφιλλογίαι; singulier: Amphillogia) étaient des déesses, personnifications féminines de la Dispute. 

## Famille
La Théogonie d'Hésiode, les identifie comme les filles de Eris (La Discorde) et les sœurs de Lavov (La Contrainte), Léthé (l'Oubli), Limos (La Faim), les Algos (Douleurs), Hysminai (les Batailles), Makhai (La Guerre), Phonoi (le Meurtre), Androktasiai (Les Massacres), Neikea (les Querelles), Pseudea (Le Mensonges), Logoi (les Histoires), Dysnomia (l'Anarchie), Até (la Ruine), et Horkos (le Serment).